# Darul Makmur (Darul Hasanah)
Darul Makmur is een bestuurslaag in het regentschap Aceh Tenggara van de provincie Atjeh, Indonesië. Darul Makmur telt 200 inwoners (volkstelling 2010).